# Григор'єва Мотрона Петрівна
Мотрона Петрівна Григор'єва (1889, Російська імперія — ?) — радянська діячка, ткаля тверської фабрики «Пролетарка», член партійної колегії Тверської окружної контрольної комісії ВКП(б). Член ВЦВК. Член Центральної контрольної комісії ВКП(б) у 1927—1934 роках.

## Життєпис
У 1920-х роках працювала ткалею фабрики «Пролетарка» у місті Твері.
Член РКП(б) з 1924 року. 
У 1929—1930 роках — член партійної колегії Тверської окружної контрольної комісії ВКП(б).
Перебувала на відповідальній профспілковій та партійній роботі.
Подальша доля невідома.